# سان خوان دل ملینییو
سان خوان دل ملینییو دهستانی در استان آبیلای اسپانیا است.
در این دهستان ۳۳۸ نفر زندگی می‌کنند. مساحت این دهستان ۳۵٫۸۵ کیلومتر مربع است.